# Západni (Bélaya Glina, Krasnodar)
Západni (del ruso: За́падный) es un posiólok del raión de Bélaya Glina del krai de Krasnodar de Rusia. Está situado 23 km al noroeste de Bélaya Glina y 176 km al nordeste de Krasnodar, la capital del krai. Pertenece al municipio Tsentrálnoye. Tenía 164 habitantes en 2010